# Осмийдигаллий
Осмийдигаллий — бинарное неорганическое соединение, интерметаллид
осмия и галлия
с формулой Ga2Os,
кристаллы.

## Получение
- Сплавление стехиометрических количеств чистых веществ под давлением 2,5-2,7 ГПа [1]:

{\displaystyle {\mathsf {Os+2Ga\ {\xrightarrow {450-800^{o}C,2.5-2.7GPa}}\ Ga_{2}Os}}}

## Физические свойства
Осмийдигаллий образует кристаллы
ромбической сингонии,
пространственная группа F ddd,
параметры ячейки a = 0,8242 нм, b = 0,4740 нм, c = 0,8747 нм, Z = 8,
структура типа дисилицида титана TiSi2
.